# Chaetometra
Chaetometra is een geslacht van wantsen uit de familie van de waterlopers (Hydrometridae). Het geslacht werd voor het eerst wetenschappelijk beschreven door Hungerford in 1950.

## Soorten
Het genus bevat de volgende soorten:

- Chaetometra robusta (Hungerford, 1939)